# Lepidagathis armata
Lepidagathis armata är en akantusväxtart som beskrevs av Gustav Lindau. Lepidagathis armata ingår i släktet Lepidagathis och familjen akantusväxter. Inga underarter finns listade i Catalogue of Life.